# 伊勢郵便局

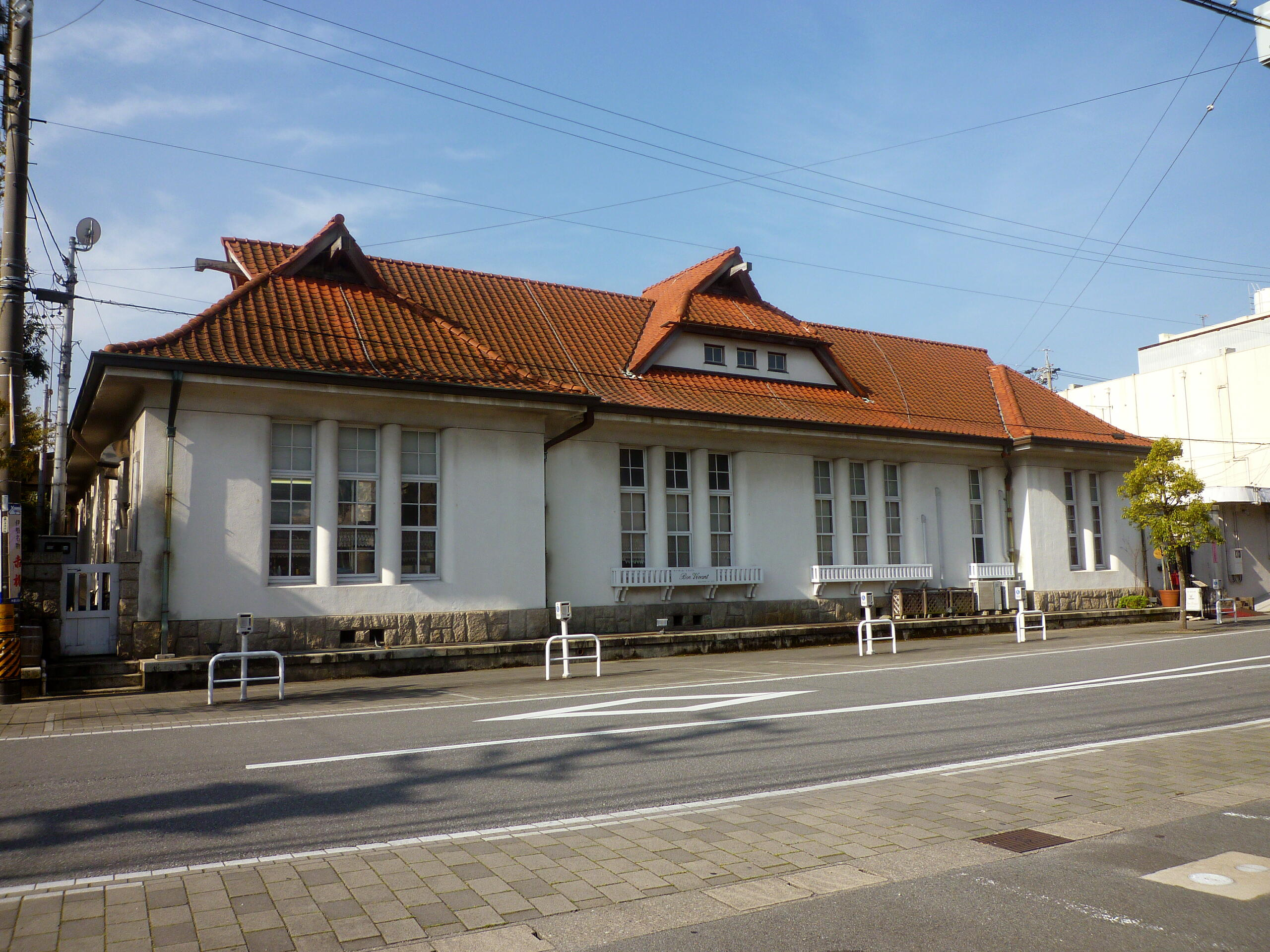
旧山田郵便局電話分室（1923年築）。設計は逓信省技師の吉田鉄郎。2017年現在、フランス料理店「ボン・ヴィヴァン」の店舗として利用されている

伊勢郵便局（いせゆうびんきょく）は、三重県伊勢市にある郵便局。民営化前の分類では集配普通郵便局であった。

## 概要
住所：〒516-8799 三重県伊勢市岩渕3-6-10

## 沿革
- 1872年3月9日（明治5年2月1日） - 山田八日市場町（現・伊勢市八日市場町）に郵便取扱所が開設[1]。
- 1872年5月11日（明治5年4月5日） - 山田一志久保町（現・伊勢市一志町）に山田郵便役所が開設[1]。通常郵便事務開始。
- 1875年（明治8年）1月1日 - 山田郵便局（二等）となる。翌日より郵便為替事務開始。
- 1878年（明治11年）7月10日 - 郵便貯金事務開始[2]。
- 1880年（明治13年）6月15日 - 山田電信分局設置、電信事務開始（宇治山田町大字岡本町）[3]。
- 1881年（明治14年）3月25日 - 山田岡本町（現・伊勢市岡本町）に移転[4]。
- 1886年（明治19年）2月26日 - 宇治山田町下中之郷町（現・伊勢市宮町）に移転[5]。この年の4月26日に三等局となる。
- 1887年（明治20年）3月31日 - 宇治山田町岡本町（現・伊勢市岡本町）に移転[6]。
- 1891年（明治24年）8月1日 - 電信局と合併して、山田郵便電信局となる。
- 1893年（明治26年）2月21日 - 小包郵便事務開始[7]。
- 1902年（明治35年）1月15日 - 宇治山田町豊川町（現住所不明）に移転、二等局となる。
- 1903年（明治36年）4月1日 - 通信官署官制の施行に伴い山田郵便局となる。
- 1907年（明治40年）2月26日 - 電話通話事務を開始[8]。
- 1907年（明治40年）3月26日 - 宇治山田市岡本町（現・伊勢市岡本町）に移転。
- 1908年（明治41年）2月16日 - 電話交換業務を開始[9]。
- 1909年（明治42年）5月14日 - 宇治山田市豊川町（現・伊勢市本町、伊勢神宮外宮前）に新築移転[10][11]。
- 1923年（大正12年）12月12日 - 山田郵便局電話分室が開設[12][13][14]。
- 1942年（昭和17年）2月1日 - 普通郵便局となる。
- 1949年（昭和24年）2月21日 - 山田郵便局より山田電信局・山田電話局が分離[15]。
- 1955年（昭和30年）3月1日 - 伊勢郵便局に改称[16]。
- 1956年（昭和31年）9月21日 - 電話通話および和文電報受付事務の取扱を開始。
- 1966年（昭和41年）6月1日 - 局舎所在地の町名が「伊勢市豊川町」から「伊勢市岩淵一丁目」に変更される[17]。なお、局舎移転後の1968年（昭和43年）9月1日、同所（旧局舎跡地）の町名が「伊勢市本町」に変更された[18]。
- 1967年（昭和42年）11月27日 - 伊勢市岩淵一丁目から、同市岡本町に局舎を新築、移転。
- 1998年（平成10年）9月1日 - 外国通貨の両替および旅行小切手の売買に関する業務取扱を開始。
- 2000年（平成12年）2月21日 - 伊勢市岡本三丁目20-3から、岩渕三丁目6-10(三重交通バス駐車場跡)に局舎を新築、移転。
- 2000年（平成12年）9月18日 - 豊浜郵便局（〒515-0599→〒515-0502）、宮本郵便局（〒516-1199→〒516-1102）から集配業務を移管。
- 2006年（平成18年）10月1日 - 小俣郵便局（〒519-0599→〒519-0503）、二見郵便局（〒519-0699→〒519-0606）から集配業務を移管[19]。
- 2007年（平成19年）10月1日 - 民営化に伴い、併設された郵便事業伊勢支店に一部業務を移管。
- 2010年（平成22年）2月1日 - 郵便事業伊勢支店が統括する浜島集配センターおよび宿田曽集配センターを廃止し、取扱事務をそれぞれ阿児集配センターおよび五ヶ所集配センターに承継した。
- 2012年（平成24年）10月1日 - 日本郵便株式会社発足に伴い、郵便事業伊勢支店を伊勢郵便局に統合。

## 取扱内容
- 郵便、印紙、ゆうパック、内容証明
- 貯金、為替、振替、振込、国際送金、国債、投資信託
- 生命保険、バイク自賠責保険、自動車保険、変額年金保険
- ゆうちょ銀行ATM
- 「515-05xx」「516-00xx」「516-08xx」「516-11xx」「519-05xx」「519-06xx」区域（伊勢市＝旧度会郡御薗村域、旧度会郡小俣町域、旧度会郡二見町域各々を含み、朝熊町の一部を除く）の集配業務
- ゆうゆう窓口

## 風景印
- 図柄は伊勢神宮神殿遠望。局名表記は「伊勢」
- 使用開始日は1955年（昭和30年）3月1日

## 周辺
- 伊勢市観光文化会館
- 神宮徴古館
- 隠岡遺跡

## アクセス
- 近鉄山田線 宇治山田駅から徒歩約7分
- 三重交通バス 前田古市口停留所下車
- 伊勢自動車道、伊勢二見鳥羽ライン 伊勢ICから北西へ約2km
- 駐車場あり：30台